# Lej rumuński

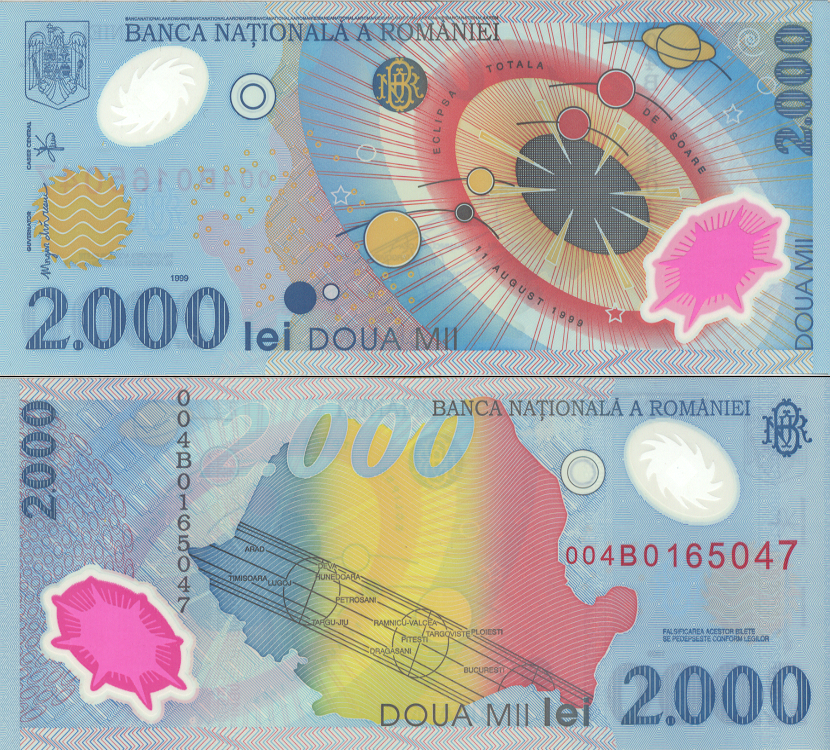
Banknot 2000 lei z 1999, wykonany z plastiku, upamiętniający całkowite zaćmienie Słońca z 11 sierpnia 1999

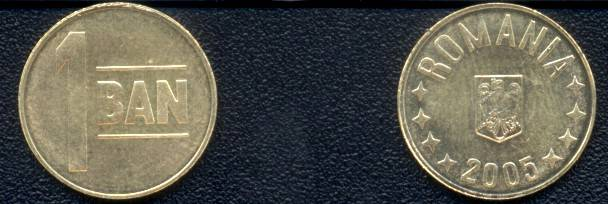
Jeden ban

Lej rumuński, leja rumuńska, rum. leu românesc – waluta Rumunii, dzieląca się na 100 banów.
Istniały plany zastąpienia leja przez euro w 2019 roku, których ostatecznie nie zrealizowano, natomiast pojawiły się spekulacje, że może to nastąpić w roku 2024.
1 lipca 2005 leja (ROL) zdenominowano w proporcji 10000:1 (stare leje były w obiegu do końca 2006). Nowa waluta ma kod (ISO 4217) RON.
Od średniowiecza ziemie rumuńskie były pod panowaniem tureckim. W XVIII wieku walutą stosowaną na tym terenie był piastr turecki. Pieniądze te były nazywane lew (rum. leu).

## Banknoty
Banknoty, wydawane przez Bank Narodowy Rumunii, są polimerowe (plastikowe). Rumunia jako drugie państwo na świecie (po Australii) wprowadziła wszystkie plastikowe banknoty.
| Awers | Rewers | Nominał | Wymiary (mm) | Opis awersu         | Opis rewersu                                       |
| ----- | ------ | ------- | ------------ | ------------------- | -------------------------------------------------- |
|       |        | 1 lej   | 120 × 62     | Nicolae Iorga       | cerkiew Zaśnięcia Matki Bożej w Curtea de Argeș    |
|       |        | 5 lei   | 127 × 67     | George Enescu       | Ateneum Rumuńskie                                  |
|       |        | 10 lei  | 133 × 72     | Nicolae Grigorescu  | tradycyjny dom w Oltenii                           |
|       |        | 20 lei  | 136 x 77     | Ecaterina Teodoroiu | Mauzoleum z Marasesti                              |
|       |        | 50 lei  | 140 × 77     | Aurel Vlaicu        | projekt aeroplanu autorstwa Vlaicu oraz głowa orła |
|       |        | 100 lei | 147 × 82     | Ion Luca Caragiale  | Teatr Narodowy w Bukareszcie                       |
|       |        | 200 lei | 150 × 82     | Lucian Blaga        | młyn wodny, figurka z kultury Hamangia             |
|       |        | 500 lei | 153 × 82     | Mihai Eminescu      | Centralna Biblioteka Uniwersytecka w Jassach       |